# Behindertenpauschbetrag
Der Behindertenpauschbetrag (häufig auch Behinderten-Pauschbetrag) ist ein der Höhe nach gestaffelter Pauschbetrag im deutschen Einkommensteuergesetz, mit dem behinderte Menschen Mehraufwendungen, die durch ihre Behinderung entstehen, vereinfacht steuerlich geltend machen können. 

## Rechtsstand ab 1. Januar 2021
Wegen der außergewöhnlichen Belastungen, die einem behinderten Menschen unmittelbar infolge seiner Behinderung erwachsen, kann er die Bemessungsgrundlage für seine Einkommensteuer durch einen Behinderten-Pauschbetrag vermindern (§ 33b Abs. 1 S. 1 EStG).
Einen Behinderten-Pauschbetrag erhalten nach (§ 33b Abs. 2 EStG) behinderte Menschen, deren Grad der Behinderung auf mindestens 20 festgestellt ist, sowie Menschen, die blind, taubblind oder hilflos sind. Als hilflos gilt eine Person, wenn sie für eine Reihe von häufig und regelmäßig wiederkehrenden Verrichtungen zur Sicherung ihrer persönlichen Existenz im Ablauf eines jeden Tages fremder Hilfe dauernd bedarf. Die Einstufung in Pflegegrad 4 oder 5 gilt als dauernde Hilflosigkeit.
Den Nachweis dieser Voraussetzungen hat der Steuerpflichtige in der Regel durch Vorlage der vom Versorgungsamt oder dem Amt für Soziale Angelegenheiten getroffenen Festsetzung des GdB zu erbringen (§ 65 EStDV).
Die Höhe des Behinderten-Pauschbetrags richtet sich nach dem dauernden Grad der Behinderung (§ 33b Abs. 3 S. 1 EStG). Er beträgt nach § 33b Abs. 3 S. 2 EStG bei einem Grad der Behinderung
| mindestens | Pauschbetrag |
| 20         | 384 Euro,    |
| 30         | 620 Euro,    |
| 40         | 860 Euro,    |
| 50         | 1140 Euro,   |
| 60         | 1440 Euro,   |
| 70         | 1780 Euro,   |
| 80         | 2120 Euro,   |
| 90         | 2460 Euro,   |
| 100        | 2840 Euro.   |

Für behinderte Menschen, die hilflos sind, und für Blinde und Taubblinde erhöht sich der Pauschbetrag auf 7.400 Euro (§ 33b Abs. 3 S. 3 EStG).
Der Behinderten-Pauschbetrag wird immer als Jahresbetrag gewährt, also auch dann, wenn die Voraussetzungen nicht während des ganzen Jahres vorgelegen haben. Wird der Grad der Behinderung im Laufe des Jahres herauf- oder herabgesetzt, steht dem Steuerpflichtigen für dieses Jahr der höhere Pauschbetrag zu.
Der Pauschbetrag für Behinderte steht auch behinderten Kindern zu. Kann der Pauschbetrag von einem Kind nicht in Anspruch genommen werden, so ist er auf die Eltern übertragbar, sofern diese für das Kind einen Kinderfreibetrag oder Kindergeld erhalten.
Statt des Pauschbetrages können die Aufwendungen, die unmittelbar infolge der Behinderung entstehen, als außergewöhnliche Belastung nach § 33 EStG geltend gemacht werden. In diesem Fall wirkt sich aber nur der Teil steuermindernd aus, der die so genannte „zumutbare Belastung“ (Eigenbelastung) übersteigt.
Der Behinderten-Pauschbetrag gilt Kosten ab, die nach der Lebenserfahrung typischerweise behinderungsbedingt anfallen; dies sind Aufwendungen für die Hilfe bei den gewöhnlichen und regelmäßig wiederkehrenden Verrichtungen des täglichen Lebens, für die Pflege sowie für einen erhöhten Wäschebedarf (§ 33b Abs. 1 S. 1 EStG). Weitere Kosten, die nicht zu den aufgezählten typischen Kosten gehören, können zusätzlich zum Pauschbetrag als außergewöhnliche Belastung nach § 33 EStG geltend gemacht werden; hierzu zählen Krankheits- und Fahrtkosten.

## Rechtsstand bis 31. Dezember 2020
Bis zum 31. Dezember 2020 wurde der Behinderten-Pauschbetrag gewährt für:
1. behinderte Menschen, deren Grad der Behinderung auf mindestens 50 festgestellt ist;
2. behinderte Menschen, deren Grad der Behinderung auf weniger als 50, aber mindestens auf 25 festgestellt ist, wenn
  - dem behinderten Menschen wegen seiner Behinderung nach gesetzlichen Vorschriften Renten oder andere laufende Bezüge zustehen, oder
  - die Behinderung zu einer dauernden Einbuße der körperlichen Beweglichkeit geführt hat oder auf einer typischen Berufskrankheit beruht.

Die Höhe des Behinderten-Pauschbetrags betrug bei einem Grad der Behinderung
| von 25 und 30  | 310 Euro,  |
| von 35 und 40  | 430 Euro,  |
| von 45 und 50  | 570 Euro,  |
| von 55 und 60  | 720 Euro,  |
| von 65 und 70  | 890 Euro,  |
| von 75 und 80  | 1060 Euro, |
| von 85 und 90  | 1230 Euro, |
| von 95 und 100 | 1420 Euro. |

Für behinderte Menschen, die hilflos sind, und für Blinde erhöhte sich der Pauschbetrag auf 3.700 Euro.
Die Höhe der Behinderten-Pauschbeträge wurde seit 1975 nicht mehr den tatsächlichen wirtschaftlichen Verhältnissen angepasst. In dieser Sache war ein Verfahren vor dem Bundesverfassungsgericht anhängig. In seiner am 6. März 2007 veröffentlichten Entscheidung, die nicht begründet wurde, entschied das Gericht, dass die Behindertenpauschbeträge nicht erhöht werden müssen. Für die Ablehnung der Klage gilt die gleiche Begründung wie früher bereits in einem ähnlichen Fall: Die behinderten Menschen haben das Recht, ihren durch die Behinderung entstehenden Mehraufwand zu belegen.